# Kazumi Watanabe
Kazumi Watanabe, född 30 oktober 1947 i Kanagawa, död 2 augusti 1996, var en japansk sportskytt.
Watanabe blev olympisk silvermedaljör i trap vid sommarspelen 1992 i Barcelona.